# Dompak
Dompak is een bestuurslaag in het regentschap Tanjung Pinang van de provincie Riau-archipel, Indonesië. Dompak telt 2183 inwoners (volkstelling 2010).